# Philippe Donnet
Philippe Donnet (Suresnes, 26 de julio de 1960) es un ejecutivo de negocios francés con ciudadanía italiana y es el Consejero Delegado de Assicurazioni Generali a nivel global desde marzo de 2016.

## Educación
Donnet ingresó en la École Polytechnique en 1980 y se graduó en Ingeniería en 1983; allí conoció a Claude Bébéar, el fundador de AXA, quien más tarde se convirtió en su mentor.  En 1986, se convirtió en actuario, y en 1991 se convirtió en asociado en el Instituto de Actuarios de Francia.

## Carrera
En 1985, Donnet comenzó su carrera de seguros en AXA, donde ocupó diferentes cargos hasta 1997, cuando fue nombrado Director General Adjunto de AXA Conseil.
En 1999, Donnet fue nombrado CEO de AXA Assicurazioni en Italia y  luego en 2001 fue nombrado CEO Regional, responsable de la región mediterránea, Oriente Medio, América Latina y Canadá. Además, en 2002, a Donnet se le asignó el cargo de presidente y CEO de AXA Re, así como presidente de AXA Corporate Solutions. En 2003, Donnet fue nombrado CEO de Axa Japón donde operó en el contexto de una economía caracterizada por tasas de interés muy bajas; en 2006 asumió el cargo de CEO para toda la región de Asia y el Pacífico.
En 2007, dejó el sector asegurador por un período de seis años para asumir el cargo de Gerente General para la región de Asia y el Pacífico en Wendel Investissement, Singapur. En 2010, Donnet fundó HLD, una empresa de inversión. En 2008, se unió al Consejo de Administración de Vivendi, cargo que mantuvo hasta 2016.

### Carrera en Generali
Donnet se unió a Generali en 2013 como mánager nacional para Italia y CEO de Generali Italia. Lideró la integración de cinco marcas del Grupo Generali (Generali, Ina Assitalia, Toro, Lloyd Italico e Augusta). En el mismo período, a partir de febrero de 2015, ocupó el cargo de Presidente de la Escuela de Administración MIB en Trieste durante tres años.
Nombrado CEO del Grupo Generali el 17 de marzo de 2016,  bajo su dirección, los resultados del Grupo mejoraron significativamente entre 2016 y 2021: el resultado operativo creció de 4.800 millones a 5.900 millones de euros (el mejor resultado operativo de la historia), el resultado neto alcanzó los 2.800 millones partiendo de los 2.000 millones de euros, la deuda cayó a 9.600 millones desde 13.100 millones de euros, y el ratio de solvencia aumentó hasta el 227%, frente al 175%.Además, Generali renovó su relación con Venecia, colaborando en la restauración de los Jardines Reales (2019), restaurando la Procuratie Vecchie (reabierta al público en 2022), y participando en la fundación de la asociación "Venecia, la capital mundial de la sostenibilidad".
En mayo de 2016, fue nombrado presidente de Generali Italia, cargo que ocupó hasta agosto de 2022.
En 2022, la junta saliente de Generali propuso a Donnet para un tercer mandato como CEO. El 29 de abril de 2022, Donnet fue reconfirmado como CEO del Grupo Generali, con la mayoría de los votos de la Junta de Accionistas a favor de su reelección.

### Otras actividades
- Asociación Nacional Italiana de Empresas de Seguros (ANIA), Vicepresidente (2016-2017)[28][29]
- Impulsó la creación de The Human Safety Net, la iniciativa de Generali para ayudar a las familias vulnerables y la integración de los refugiados a través del trabajo y el emprendimiento, de la que es miembro de la Junta (desde 2017)[30]
- Foro de Desarrollo de Seguros (FID), Miembro del Comité Directivo (desde 2022)[31]
- Domaine national de Chambord, Presidente del Consejo de Administración (desde julio de 2023)[32]
- Pan-European Insurance Forum (PEIF), Chair (desde octubre de 2024)[33]

## Vida personal
Donnet es un exjugador de rugby y participa en los principales fabricantes franceses de barriles de madera.
Está muy apegado a la ciudad de Venecia, donde eligió residir; el 23 de abril de 2021, el alcalde Luigi Brugnaro le confirió la ciudadanía italiana.
Es un apasionado del ciclismo y el tenis y tiene tres hijos.

## Honores y premios
- Chevalier (Caballero) de la Orden Nacional del Mérito en 2006[37][38]
- Chevalier (Caballero) de la Legión de Honor en 2016[39]
- Cavaliere (Caballero) de la Orden al Mérito en el Trabajo (Italia)en 2021[40]

### Otros premios
- En 2022,[41] 2023[42] y 2024[43] fue nombrado "Mejor CEO" del sector de seguros en el ranking All-Europe Executive Team de Inversores Institucionales
- En 2023
  - la Asociación de Política Exterior le otorgó el "Premio a la Responsabilidad Social Corporativa"[44]
  - la Fondazione Premio Galileo 2000 le otorgó el "Premio Galileo 2000 per l'Impresa"[45][46]